# 북위 54도
북위 54도는 적도에서 북쪽으로 54도 떨어진 위선이다. 유럽, 아시아, 태평양, 북아메리카, 대서양을 지난다.
이 위도에서 일조 시간이 하지점일 때는 17시간 9분, 동지점일 때는 7시간 22분이다.
이드리시는 1154년에 작성한 세계지도 “Kharitat al-'alam al-ma'mour min al-ard”에서 북위 54도 이북은 한랭과 강설에 의해서 거주가 불가능하다고 서술하고 있다.

## 지나가는 지역
본초 자오선에서 동쪽으로 북위 54도는 다음 지역을 지난다.
| 좌표                                                    | 나라, 지역, 해역 | 주석 |
| ------------------------------------------------------- | ---------------- | --- |
| 북위 54° 0′ 동경 0° 0′  / 북위 54.000° 동경 0.000°      | 북해             | |
| 북위 54° 0′ 동경 8° 52′  / 북위 54.000° 동경 8.867°     | 독일             | |
| 북위 54° 0′ 동경 10° 47′  / 북위 54.000° 동경 10.783°   | 발트해           | 뤼베크만 |
| 북위 54° 0′ 동경 11° 1′  / 북위 54.000° 동경 11.017°    | 독일             | |
| 북위 54° 0′ 동경 11° 12′  / 북위 54.000° 동경 11.200°   | 발트해           | 비스마르만 |
| 북위 54° 0′ 동경 11° 23′  / 북위 54.000° 동경 11.383°   | 독일             | 포엘섬, 본토, 우제돔섬                                                                                         |
| 북위 54° 0′ 동경 14° 6′  / 북위 54.000° 동경 14.100°    | 발트해           | |
| 북위 54° 0′ 동경 14° 38′  / 북위 54.000° 동경 14.633°   | 폴란드           | 볼린섬, 본토                                                                                                   |
| 북위 54° 0′ 동경 23° 29′  / 북위 54.000° 동경 23.483°   | 리투아니아       | |
| 북위 54° 0′ 동경 24° 36′  / 북위 54.000° 동경 24.600°   | 벨라루스         | 약 7km |
| 북위 54° 0′ 동경 24° 43′  / 북위 54.000° 동경 24.717°   | 리투아니아       | 약 8km |
| 북위 54° 0′ 동경 24° 50′  / 북위 54.000° 동경 24.833°   | 벨라루스         | 민스크의 북쪽을 지난다.                                                                                        |
| 북위 54° 0′ 동경 31° 52′  / 북위 54.000° 동경 31.867°   | 러시아           | |
| 북위 54° 0′ 동경 61° 15′  / 북위 54.000° 동경 61.250°   | 카자흐스탄       | |
| 북위 54° 0′ 동경 61° 34′  / 북위 54.000° 동경 61.567°   | 러시아           | 약 5km |
| 북위 54° 0′ 동경 61° 39′  / 북위 54.000° 동경 61.650°   | 카자흐스탄       | 약 7km |
| 북위 54° 0′ 동경 61° 46′  / 북위 54.000° 동경 61.767°   | 러시아           | 약 4km |
| 북위 54° 0′ 동경 61° 49′  / 북위 54.000° 동경 61.817°   | 카자흐스탄       | 약 6km |
| 북위 54° 0′ 동경 61° 54′  / 북위 54.000° 동경 61.900°   | 러시아           | 약 8km |
| 북위 54° 0′ 동경 62° 1′  / 북위 54.000° 동경 62.017°    | 카자흐스탄       | |
| 북위 54° 0′ 동경 62° 25′  / 북위 54.000° 동경 62.417°   | 러시아           | 약 14km |
| 북위 54° 0′ 동경 62° 38′  / 북위 54.000° 동경 62.633°   | 카자흐스탄       | |
| 북위 54° 0′ 동경 72° 24′  / 북위 54.000° 동경 72.400°   | 러시아           | 약 19km |
| 북위 54° 0′ 동경 72° 42′  / 북위 54.000° 동경 72.700°   | 카자흐스탄       | |
| 북위 54° 0′ 동경 73° 4′  / 북위 54.000° 동경 73.067°    | 러시아           | |
| 북위 54° 0′ 동경 73° 31′  / 북위 54.000° 동경 73.517°   | 카자흐스탄       | 약 15km |
| 북위 54° 0′ 동경 73° 44′  / 북위 54.000° 동경 73.733°   | 러시아           | |
| 북위 54° 0′ 동경 75° 29′  / 북위 54.000° 동경 75.483°   | 카자흐스탄       | |
| 북위 54° 0′ 동경 76° 32′  / 북위 54.000° 동경 76.533°   | 러시아           | 바이칼호를 지난다.                                                                                             |
| 북위 54° 0′ 동경 137° 30′  / 북위 54.000° 동경 137.500° | 오호츠크해       | |
| 북위 54° 0′ 동경 138° 46′  / 북위 54.000° 동경 138.767° | 러시아           | |
| 북위 54° 0′ 동경 140° 12′  / 북위 54.000° 동경 140.200° | 오호츠크해       | 사할린스키만                                                                                                   |
| 북위 54° 0′ 동경 142° 36′  / 북위 54.000° 동경 142.600° | 러시아           | 사할린섬 - 사할린주                                                                                            |
| 북위 54° 0′ 동경 142° 55′  / 북위 54.000° 동경 142.917° | 오호츠크해       | |
| 북위 54° 0′ 동경 155° 53′  / 북위 54.000° 동경 155.883° | 러시아           | 캄차카반도 |
| 북위 54° 0′ 동경 159° 56′  / 북위 54.000° 동경 159.933° | 태평양           | |
| 북위 54° 0′ 동경 169° 30′  / 북위 54.000° 동경 169.500° | 베링해           | |
| 북위 54° 0′ 서경 166° 47′  / 북위 54.000° 서경 166.783° | 미국             | 알래스카주 - 어낼래스카섬                                                                                      |
| 북위 54° 0′ 서경 166° 21′  / 북위 54.000° 서경 166.350° | 태평양           | 알래스카만 - 미국 알래스카주 유날가선의 북쪽을 지난다. 아쿠탄섬, 루톡섬, 아바타낙섬, 티갈다섬의 남쪽을 지난다. |
| 북위 54° 0′ 서경 133° 6′  / 북위 54.000° 서경 133.100°  | 캐나다           | 브리티시컬럼비아주 - 그레이어섬                                                                                |
| 북위 54° 0′ 서경 131° 41′  / 북위 54.000° 서경 131.683° | 헤카테 해협      | |
| 북위 54° 0′ 서경 130° 40′  / 북위 54.000° 서경 130.667° | 캐나다           | 브리티시컬럼비아주 - 포처섬、케네디섬, 본토 앨버타주 서스캐처원주 매니토바주 온타리오주                        |
| 북위 54° 0′ 서경 82° 14′  / 북위 54.000° 서경 82.233°   | 제임스만         | |
| 북위 54° 0′ 서경 78° 58′  / 북위 54.000° 서경 78.967°   | 캐나다           | 퀘벡주 뉴펀들랜드 래브라도주                                                                                   |
| 북위 54° 0′ 서경 57° 16′  / 북위 54.000° 서경 57.267°   | 대서양           | |
| 북위 54° 0′ 서경 10° 12′  / 북위 54.000° 서경 10.200°   | 아일랜드         | 아킬섬, 본토                                                                                                   |
| 북위 54° 0′ 서경 6° 7′  / 북위 54.000° 서경 6.117°      | 아일랜드해       | 맨섬의 남쪽을 지난다.                                                                                          |
| 북위 54° 0′ 서경 2° 54′  / 북위 54.000° 서경 2.900°     | 영국             | 잉글랜드 |
| 북위 54° 0′ 서경 0° 13′  / 북위 54.000° 서경 0.217°     | 북해             | |

## 같이 보기
- 북쪽 : 북위 55도, 북위 54도 40분
- 남쪽 : 북위 53도